# Kawkareik
Kawkareik ou Kawkarike ((pwo de l'Est : ဍုံကောဝ်တြာ် ; birman : ဒူဖျၢ်ယၢ်ဝ့ၢ်ဖိ est une ville située dans l'État de Kayin, autrefois appelé État Karen. Elle est la capitale du township de Kawkareik et du district de Kawkareik.

## Géographie

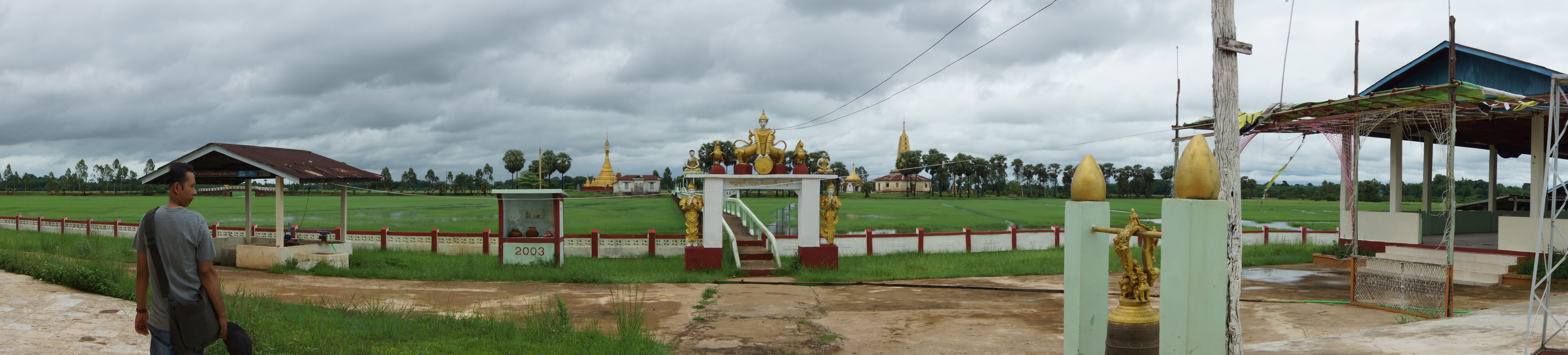
Vue de Kawkareik

La ville est située sur la chaîne Tenasserim, à proximité du col des Trois Pagodes.
Kawkareik se situe sur le tracé du Couloir économique Est-Ouest qui relie Da Nang (Vietnam, mer de Chine méridionale) à Moulmein (Birmanie, mer d'Andaman),.

## Personnalités
- Diramore (en)
- Thet Lwin (en)